# Nearctodesmus carli
Nearctodesmus carli är en mångfotingart som beskrevs av Chamberlin 1951. Nearctodesmus carli ingår i släktet Nearctodesmus och familjen Nearctodesmidae. Inga underarter finns listade i Catalogue of Life.